# Michael A. Hamel

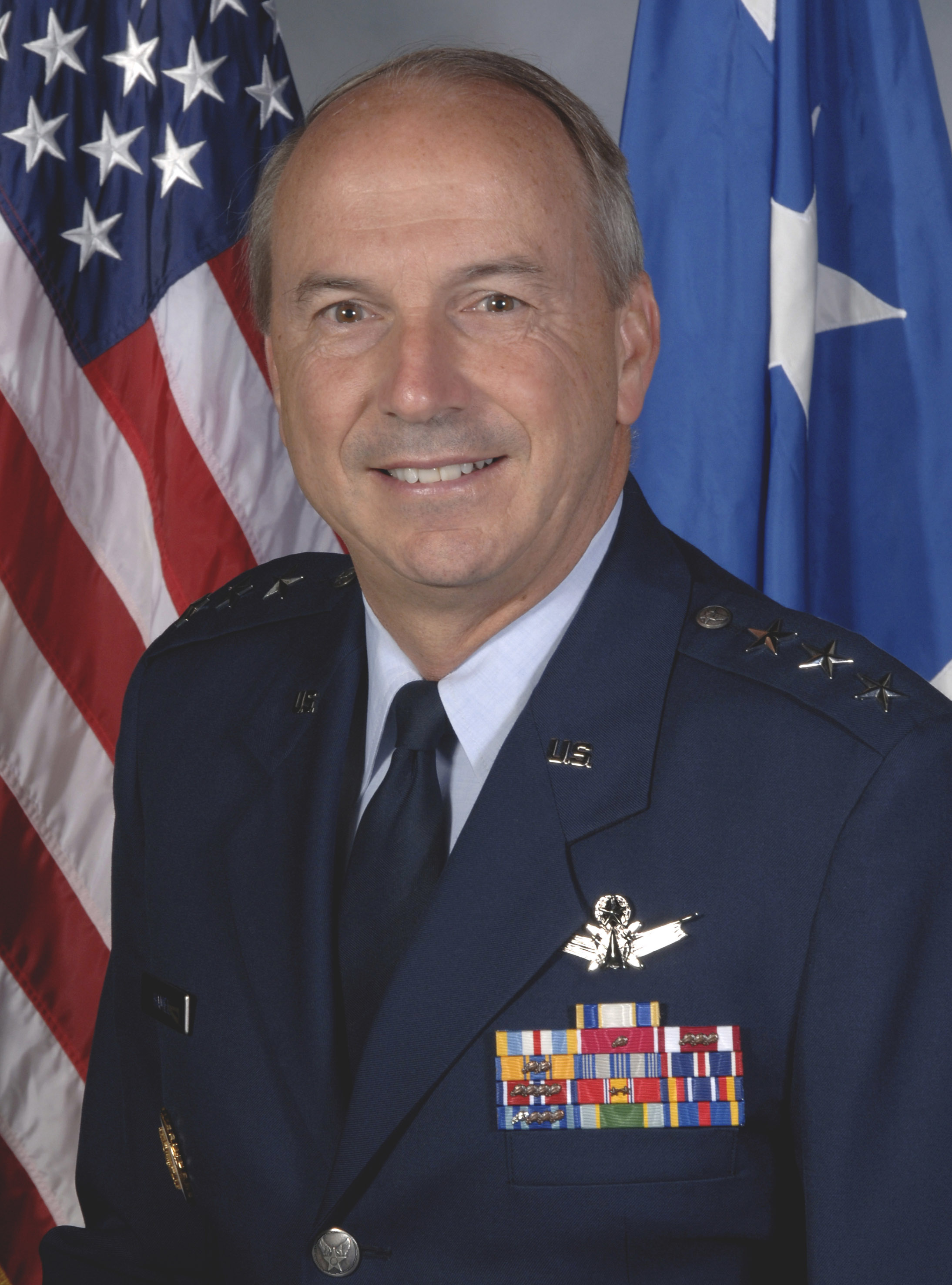
Michael A. Hamel (2006)

Michael Anthony Hamel (* 24. Dezember 1950 in Minneapolis, Hennepin County, Minnesota) ist ein pensionierter Generalleutnant der United States Air Force. Er war unter anderem Kommandeur der 14. Luftflotte.
Im Jahr 1972 absolvierte er die United States Air Force Academy in Colorado Springs. Nach seiner Graduation wurde er als Leutnant in das Offizierskorps der Air Force aufgenommen. In der Folge durchlief er alle Offiziersgrade vom Leutnant bis zum Drei-Sterne-General.
Im Lauf seiner militärischen Karriere absolvierte er verschiedene Kurse und Schulungen. Dazu gehörten unter anderem die Squadron Officer School auf der Maxwell Air Force Base in Alabama; das Air Command and Staff College über einen Fernkurs und das Industrial College of the Armed Forces in Fort Lesley J. McNair in Washington, D.C. Außerdem erhielt er akademische Grade von der California State University, Dominguez Hills und der Harvard Kennedy School.
In seinen frühen Jahren als Offizier der Luftwaffe war er auf verschiedenen Stützpunkten in den Vereinigten Staaten stationiert. Dabei war er unter anderem mit Aufgaben im Raketenbereich betraut. Zudem war er als Stabsoffizier bei unterschiedlichen Einheiten tätig. Dazwischen absolvierte er die erwähnten Schulungen. Als Stabsoffizier war er unter anderem im Hauptquartier der Air Force tätig.
Zwischen August 1991 und Juli 1994 leitete Hamel als Oberst die Stabsabteilung für Planungen beim Hauptquartier des Air Force Space Commands, das sich auf der Peterson Air Force Base in Colorado befand. Anschließend erhielt er das Kommando über die 750th Space Group die auf der Onizuka Air Force Station in Sunnyvale in Kalifornien stationiert war. Diese Aufgabe erfüllte er zwischen August 1994 und Juli 1995. Daran schloss sich eine Rückkehr zur Peterson AFB an, wo er bis zum Juli 1996 stellvertretender Kommandeur des 21. Raumgeschwaders (21st Space Wing) war.
Hamels nächste Aufgabe führte ihn nach Washington, D.C. Dort gehörte er zwischen Juli 1996 und August 1998 zum militärischen Beraterkreis des Vizepräsidenten. Es folgte eine Versetzung nach Los Angeles in Kalifornien. Auf der dortigen Air Force Base war er zwischen August 1998 und November 1999 stellvertretender Kommandeur des Weltraum- und Raketenzentrums (Space and Missile Systems Center). Danach kehrte er ein weiteres Mal auf die Peterson AFB zurück, wo er zwischen November 1999 und November 2000 die Stabsabteilung für Bedarf des Air Force Space Commands leitete.
Es folgte eine Versetzung zum Hauptquartier der Air Force. Dort leitete Michael Hamel zwischen November 2000 und Mai 2002 die Unterabteilung für Raumoperationen und Integration (Director of Space Operations and Integration). Danach wurde er zur Vandenberg Space Force Base in Kalifornien beordert. Dort kommandierte er zwischen Mai 2002 und Mai 2005 die 14. Luftflotte. In der Folge kehrte er zur Los Angeles AFB zurück, wo er im Mai 2005 das Kommando über den Space and Missile Systems Center übernahm der dem Air Force Space Command unterstand. Diese Aufgabe nahm er bis zum Jahr 2008 wahr. Zwischen dem 3. und dem 12. Oktober 2007 war er kommissarischer Kommandeur des Air Force Space Commands. Dabei überbrückte er die Zeit zwischen dem vorherigen Kommandeur Kevin P. Chilton und dem Amtsantritt von dessen regulärem Nachfolger C. Robert Kehler.
Während Hales Amtszeit als Leiter des Space and Missile Systems Centers kam es zu einer versehentlichen Lieferung von nuklearen Sprengköpfen nach Taiwan. Man warf ihm als zuständigem Kommandeur und sechzehn weiteren Offizieren der Air Force und der Army vor, ihrer Aufsichtspflicht über solche Lieferungen nicht ordnungsgemäß nachgekommen zu sein. Als Folge wurde Hamal eine schriftliche Abmahnung erteilt. Unabhängig davon war ohnehin seine Pensionierung zum 1. Oktober 2008 geplant, die dann auch umgesetzt wurde.
Nach seiner Pensionierung arbeitete Michael Hamel zehn Jahre lang in der Weltraumbranche für verschiedene Firmen auf diesem Gebiet. Unter anderem wurde er Vorstandsmitglied (Vice President and General Manager) der Firma Lockheed Martin.

## Daten der Beförderungen
| Abzeichen | Rang               | Jahr              |
| --------- | ------------------ | ----------------- |
|           | Second Lieutenant  | 7. Juni 1972      |
|           | First Lieutenant   | 7. Juni 1974      |
|           | Captain            | 7. Juni 1976      |
|           | Major              | 1. Februar 1984   |
|           | Lieutenant Colonel | 1. Oktober 1988   |
|           | Colonel            | 1. Juni 1994      |
|           | Brigadier General  | 1. September 1999 |
|           | Major General      | 1. Juli 2002      |
|           | Lieutenant General | 1. Juni 2005      |

## Orden und Auszeichnungen
Michael Hamel erhielt im Lauf seiner militärischen Laufbahn unter anderem folgende Auszeichnungen:
- Air Force Distinguished Service Medal
- Defense Superior Service Medal
- Legion of Merit
- Meritorious Service Medal
- Air Force Commendation Medal
- Air Force Organizational Excellence Award
- Global War on Terrorism Service Medal